# Chicos buenos
Chicos buenos (título en inglés: Good Boys) es una película estadounidense de comedia escrita y dirigida por Lee Eisenberg y Gene Stupnitsky y protagonizada por Jacob Tremblay. Es el debut como director de Eisenberg y Stupnitsky. Seth Rogen es uno de los productores.
La película tuvo su estreno mundial en South by Southwest el 11 de marzo de 2019, y fue estrenada en cines en Estados Unidos el 16 de agosto de 2019 por Universal Pictures. La película recibió críticas generalmente positivas de los críticos y recaudó $110 millones en todo el mundo, con un presupuesto de $20 millones.

## Argumento
Los amigos Max, Lucas y Thor ingresan al sexto grado enfrentando sus propios dilemas personales: Max está enamorado de su compañera de clase Brixlee, Lucas descubre que sus padres se están divorciando, y las burlas de sus compañeros desalientan a Thor de perseguir su amor por el canto. Cuando se le presenta la oportunidad de besar a Brixlee en una fiesta organizada por el popular estudiante Soren, Max y sus amigos usan el valioso dron de su padre para espiar a su vecina adolescente Hannah en un intento de aprender besos adecuados. El plan sale mal y resulta en la destrucción del dron y Max, Lucas y Thor en posesión del éxtasis de Hannah. Para evitar ser castigados, los tres muchachos faltan a la escuela para comprar un nuevo avión no tripulado en el centro comercial local, con Hannah y su amiga Lily en la búsqueda.
En medio de una serie de escapadas, Max, Lucas y Thor llegan al centro comercial, pero se enteran de que Hannah y Lily compraron el dron y solo se lo darán a los niños a cambio de su éxtasis. Tras entregar las drogas a un oficial de policía, los niños logran obtener un nuevo éxtasis del exnovio de Hannah, Benji, y cambiarlo por el avión no tripulado. Sin embargo, Max no puede evitar que su padre descubra que usó el dron y está castigado. Se produce una discusión entre los amigos y los tres van por caminos separados, aunque Max tiene la culpa de lo que ocurrió para evitar que Lucas y Thor se metieran en problemas. Cuando Lucas les habla a sus padres sobre el posible fin de sus amistades, le aconsejan que él, Max y Thor se están separando.
Esa noche, Lucas convence a Max de escabullirse para asistir a la fiesta, engañando a Max y Thor para que se reúnan nuevamente en el proceso. Max besa con éxito a Brixlee mientras Lucas y Thor vuelven a encontrarse con Hannah y Lily, esta última revelada como la hermana de Soren, que alienta a Thor a continuar su pasión por el canto. En las semanas siguientes, Thor consigue el papel de Stacee Jaxx en la producción amateur de Rock of Ages de la escuela, Lucas se une al grupo anti-bullying en la escuela, y después de que sus relaciones con Brixlee y su amiga Taylor terminen en desamor, Max comienza saliendo con su compañera de clase Scout. Después de una presentación del musical de la escuela, Max, Lucas y Thor se reconcilian y prometen permanecer en la vida del otro.

## Reparto
- Jacob Tremblay como Max.
- Keith L. Williams como Lucas.
- Brady Noon como Thor.
- Will Forte como el papá de Max.[7]
- Molly Gordon como Hannah.
- Midori Francis como Lily.
- Lil Rel Howery como el papá de Lucas.
- Retta como la mamá de Lucas.[8]
- Josh Caras como Benji.
- Michaela Watkins como una vendedora.
- Sam Richardson como el oficial Sacks.
- Izaac Wang como Soren.
- Millie Davis como Brixlee.
- Macie Juiles como Taylor.
- Mariessa Portelance como la mamá de Max.
- Christian Darrel Scott como Marcus.
- Chance Hurtsfield como Atticus.
- Enid-Raye Adams como la mamá de Thor.
- Benita Ha como la mamá de Soren.
- Alexander Calvert como Daniel.
- Lina Renna como Annabelle.
- Zoriah Wong como Scout.
- Lee Eisenberg como Leigh Eisenberg.
- Stephen Merchant como Claude.

## Producción
El 16 de agosto de 2017, se anunció que Point Grey Pictures y Good Universe de Seth Rogen producirían una película de comedia con los escritores Lee Eisenberg y Gene Stupnitsky, y ambos también harían su debut como director. La película sería producida por Rogen, Evan Goldberg, James Weaver, Nathan Kahane y Joe Drake.  En marzo de 2018, Jacob Tremblay se unió a la película ahora titulada Good Boys, a la que Universal Pictures compró los derechos de distribución.
La película fue rodada en Vancouver.

## Estreno
Tuvo su premier mundial en South by Southwest el 11 de marzo de 2019. Good Boys fue estrenada el 16 de agosto de 2019 por Universal Pictures.

### Versión Casera
Chicos Buenos se lanzó en HD digital el 29 de octubre de 2019 y en DVD y Blu-ray el 12 de noviembre de 2019.

## Recepción

### Taquilla
Chicos Buenos ha recaudado $83.1 millones en los Estados Unidos y Canadá, y $27.5 millones en otros territorios, para un total mundial de $110.6 millones.
En los Estados Unidos y Canadá, se proyectó que Good Boys recaudaría entre 12 y 15 millones de dólares brutos de 3.204 teatros en su primer fin de semana. Ganó $8.3 millones en su primer día, incluidos $2.1 millones de las previsualizaciones del jueves por la noche. Tuvo un rendimiento superior y debutó con $21 millones, convirtiéndose en la primera comedia clasificada R desde The Boss (abril de 2016) en terminar primero en la taquilla. La película ganó $11.6 millones en su segundo fin de semana y $9.5 millones en el tercero, terminando segundo detrás de Angel Has Fallen en ambas ocasiones.

### Crítica
En Rotten Tomatoes, la película tiene una calificación de aprobación del 79% basada en 226 reseñas, con una calificación promedio de 6.5/10. El consenso crítico del sitio web dice: "Chicos Buenos se ve socavado por el afán de disfrutar repetidamente de un humor profano, pero su atractivo reparto y, en última instancia, un mensaje reflexivo a menudo brillan". Metacritic recolectó 44 comentarios y evaluó 27 como positivos, 14 como mixtos y 3 como negativo; le dio a la película una puntuación promedio ponderada de 60 de 100, lo que indica "reseñas mixtas o promedio". Las audiencias encuestadas por CinemaScore le dieron a la película una calificación promedio de "B +" en una escala de A + a F, mientras que aquellos en PostTrak le dieron una puntuación positiva general del 83% y una "recomendación definitiva" del 61%.
El crítico Richard Roeper, del Chicago Sun-Times, le dio a la película una calificación de tres estrellas de cuatro, quien comentó que "a pesar de su humor chiflado, asqueroso y conmocionado, Chicos Buenos tiene mucho corazón".